# Diges
Diges est une commune française située en Puisaye, dans le département de l'Yonne en Bourgogne (région Bourgogne-Franche-Comté).
Elle est peuplée de 1 100 habitants répartis sur 3 600 hectares.
Ses habitants sont appelés les Digeois.

## Géographie

### Situation
Petit village typique de Puisaye, Diges est situé à 3 km au sud de Pourrain et de la D 965 reliant Auxerre (19 km au nord-est) à Toucy (10 km à l'ouest). C'est une des communes les plus étendues de la région avec ses 78 hameaux et lieux-dits.

### Transports
La D965 reliant Bonny-sur-Loire (50 km au sud-ouest) à Auxerre passe à Parly à 4 km du bourg, au nord de la commune.
La sortie no 20 - « Auxerre-Sud » - de l'autoroute A6 est à 25 km.
L'aérodrome d'Auxerre-Branches est à 20 km au nord-ouest (en passant par Pourrain, Lindry et Charbuy).

### Géologie
Le sous-sol de la commune est marqué de plusieurs failles généralement orientées nord-sud, sauf celle que suit le cours du ru de Varennes et qui est orientée nord-est/sud-ouest.
Les couches géologiques suivent un pendage sud-est/nord-ouest (elles sont inclinées vers le centre du Bassin Parisien).
Au nord-ouest, la butte des Bois Laurents et celle au sud des Marseaux (au nord-ouest de Diges) sont séparées par une faille. Elles sont surmontées d'argiles à silex (e3, silex roulés, sables, argiles, etc, de 0 à 20 m d'épaisseur, en rose sur la carte). La butte des Bois Laurents est entourée de craie à ammonites du Cénomanien (C2b, une craie impure dure et cassante, de 35 à 50 m d'épaisseur), elle-même entourée d'une mince bande de « gaize » également du Cénomanien (C2a, gaize crayeuse et marnes crayeuses, de 6 à 12 m d'épaisseur) puis d'une autre bande faite de marnes de Brienne et Gault du Cénomanien-Albien (C1-2, marnes et argiles bleues, 5 à 15 m d'épaisseur). 

Entourant les deux buttes se trouvent deux couches de l'Albien : des sables de la Puisaye (C1b, sables grossiers à fins, et des grès, 30 à 50 m d'épaisseur, en vert moyen-clair sur la carte), puis des sables verts et argiles noires (C1a, alternances de sables glauconieux et d'argiles, 40 à 60 m d'épaisseur, en vert foncé sur la carte),.
On note ensuite une nette séparation entre l'ouest et l'est de la commune, matérialisée par une bande d'argiles à plicatures de l'Aptien (n5, argile compacte, de 5 à 25 m d'épaisseur, en orange sur la carte). Ces argiles à plicatures forment une bande orientée nord/sud qui passe par le centre du bourg, et au nord comme au sud de la commune elles sont recouvertes de deux zones de limons (LP, silt argileux fin et compact, de 0 à 8 m d'épaisseur.
À l'est de ces argiles compactes se trouvent des sables et argiles panachés du Barrémien supérieur (n4b, sables grossiers à fin, argiles et grès, 5 à 25 m d'épaisseur, brun clair sur la carte) ; puis des calcaires à lumachelles, marnes ostréennes et roches marno-calcaires du Barrémien inférieur (n4a, 20 à 35 m d'épaisseur, brun foncé sur la carte).

La vallée Baudon, la vallée Nadin et le ravin des Champs Pommin ont été creusés par des cours d'eau devenus de petits rus saisonniers mais qui ont en leur temps mis à nu le long de leurs parcours des couches de calcaires à spatangues (oursins) du Hauterivien (n3, calcaires gréseux, 5 à 12 m d'épaisseur) puis des calcaires du Barrois (J9, calcaire lithographique, 40 à 10 m d'épaisseur),.

### Hydrographie
La commune est riche en petits cours d'eau. Le ru de Beaulche, affluent de l'Yonne, y prend source ; sur la commune, où il remonte du sud vers le nord, il porte le nom de ru de Varennes. Le ru du Moulin Lallier prend naissance à la fontaine Bécard (au lavoir en bord de route entre les hameaux de Monchenot et des Cognats) et coule d'ouest en est, rejoignant le ru de Varennes au nord du Moulin Cottin.
La rivière Ouanne draine le sud-est de la commune, avec une source de son bassin versant sur la commune de Diges frôlant le seuil de non-potabilité (50 mgL) à cause d'un taux de nitrates important. Dans l’est de la commune, des rus saisonniers sont présents sur le substrat calcaire.
Il n'y a pas de captage d'eau potable sur la commune ; le captage le plus proche est à Leugny,, exploité par la SIAEP (Syndicat Intercommunal d'adduction d'Eau Potable) de Forterre et qui dessert sur le secteur de Toucy les communes de Fontenoy, Lalande, Levis, Leugny, Ouanne, Moulins-sur-Ouanne, Diges (pour la partie sud de la commune), Fontaines et une partie de Toucy. En 2016 le nord de la commune de Diges est alimenté en eau potable par le captage de Dracy au hameau des Fouets, un forage ascendant dans la nappe captive des sables de l'Albien.

### Géologie
Sur la commune se trouvent principalement des sables et des argiles, répartis de façon très variable ; et dans la partie ouest des calcaires sous-jacents à un mélange de limons et d'argiles.

### Hameaux et lieux-dits de Diges
- les Ânins
- Arc Neuf
- les Barrats
- les Beaux Fumés
- Beau Sablon
- le Bois Ci-Vert
- Bois Paumé
- le Bois de Varennes
- les Bois Vins
- les Bougets
- le Brûlis
- les Bruyères de Volvent
- le Buisson Bardeau
- les Câlins
- la Chenée
- les Champs Moreau
- Champ Clos
- les Champs Oints
- les Champs Charier
- les Champs de la Loge
- les Champs de Melly
- Chasseigne
- le Château
- le Chaume Content
- les Cheneaux
- la Chenevières de Mont-Chenot
- les Cognats
- le Colombier
- la Cour Barrat
- les Courris
- les Courris d'en Bas
- les Crayons
- les Deschamps
- l'Étang des Peux
- la Ferme
- la Fontaine au Vers
- la Fontaine de Beau Sablon
- la Fontaine du Saule
- la Forêt
- les Fritons d'en Bas
- les Fritons d'en Haut
- la Gare De Diges
- la Gare De Sauilly
- la Garenne
- le Gâte-Blé
- Gogot
- les Gougnafiers
- les Grands Boulats
- les Grands Buissons
- les Gros Niais
- la Guérande
- les Guis Charmes
- la Halte de Leugny
- les Jacquots
- les Jolivets D'en Bas
- les Jolivets D'en Haut
- la Croix-Sonnée
- les Marseaux
- les Méhuts
- le Mont Chenot
- le Moulin
- le Moulin Cottin
- le Moulin Grillot
- le Moulin Mouton
- le Moulin Ragon
- les Mourrons
- les Pichots
- la Pierre-Des-Plombs
- la Pierre-Du-Ru
- le Pressoir
- les Proux
- le Recassis
- les Révillonnes
- les Riots d'en Bas
- les Riots d'en Haut
- la Robloterie
- la Sablonnière
- Sauilly
- les Simonets
- la Soumèterie
- Sous-Saint-Germain
- les Treilles
- la Tuilerie
- Varennes
- les Vaux Bourrés
- les Vaux-Rofots
- la Verrerie-Basse
- la Verrerie-Haute
- le Vivier
- Volvent

### Communes limitrophes
Les communes en caractères gras sont limitrophes de celle de Diges.

### Climat
Pour des articles plus généraux, voir Climat de la Bourgogne-Franche-Comté et Climat de l'Yonne.
En 2010, le climat de la commune est de type climat océanique dégradé des plaines du Centre et du Nord, selon une étude du Centre national de la recherche scientifique s'appuyant sur une série de données couvrant la période 1971-2000. En 2020, Météo-France publie une typologie des climats de la France métropolitaine dans laquelle la commune est exposée à un climat océanique altéré et est dans la région climatique  Centre et contreforts nord du Massif Central, caractérisée par un air sec en été et un bon ensoleillement. 
Pour la période 1971-2000, la température annuelle moyenne est de 10,9 °C, avec une amplitude thermique annuelle de 15,7 °C. Le cumul annuel moyen de précipitations est de 776 mm, avec 12,1 jours de précipitations en janvier et 7,7 jours en juillet. Pour la période 1991-2020, la température moyenne annuelle observée sur la station météorologique de Météo-France la plus proche, « Molesmes_sapc », sur la commune de Les Hauts de Forterre à 13 km à vol d'oiseau, est de 11,1 °C et le cumul annuel moyen de précipitations est de 850,3 mm. 
La température maximale relevée sur cette station est de 40,6 °C, atteinte le 25 juillet 2019 ; la température minimale est de −20 °C, atteinte le 9 janvier 1985,,. 
Les paramètres climatiques de la commune ont été estimés pour le milieu du siècle (2041-2070) selon différents scénarios d'émission de gaz à effet de serre à partir des nouvelles projections climatiques de référence DRIAS-2020. Ils sont consultables sur un site dédié publié par Météo-France en novembre 2022.

## Urbanisme

### Typologie
Au 1er janvier 2024, Diges est catégorisée commune rurale à habitat dispersé, selon la nouvelle grille communale de densité à sept niveaux définie par l'Insee en 2022.
Elle est située hors unité urbaine. Par ailleurs la commune fait partie de l'aire d'attraction d'Auxerre, dont elle est une commune de la couronne,. Cette aire, qui regroupe 104 communes, est catégorisée dans les aires de 50 000 à moins de 200 000 habitants,.

### Occupation des sols
L'occupation des sols de la commune, telle qu'elle ressort de la base de données européenne d’occupation biophysique des sols Corine Land Cover (CLC), est marquée par l'importance des territoires agricoles (73,1 % en 2018), en augmentation par rapport à 1990 (72,2 %). La répartition détaillée en 2018 est la suivante : 
terres arables (37,6 %), prairies (28,8 %), forêts (26 %), zones agricoles hétérogènes (6,7 %), zones urbanisées (0,9 %). L'évolution de l’occupation des sols de la commune et de ses infrastructures peut être observée sur les différentes représentations cartographiques du territoire : la carte de Cassini (XVIIIe siècle), la carte d'état-major (1820-1866) et les cartes ou photos aériennes de l'IGN pour la période actuelle (1950 à aujourd'hui).

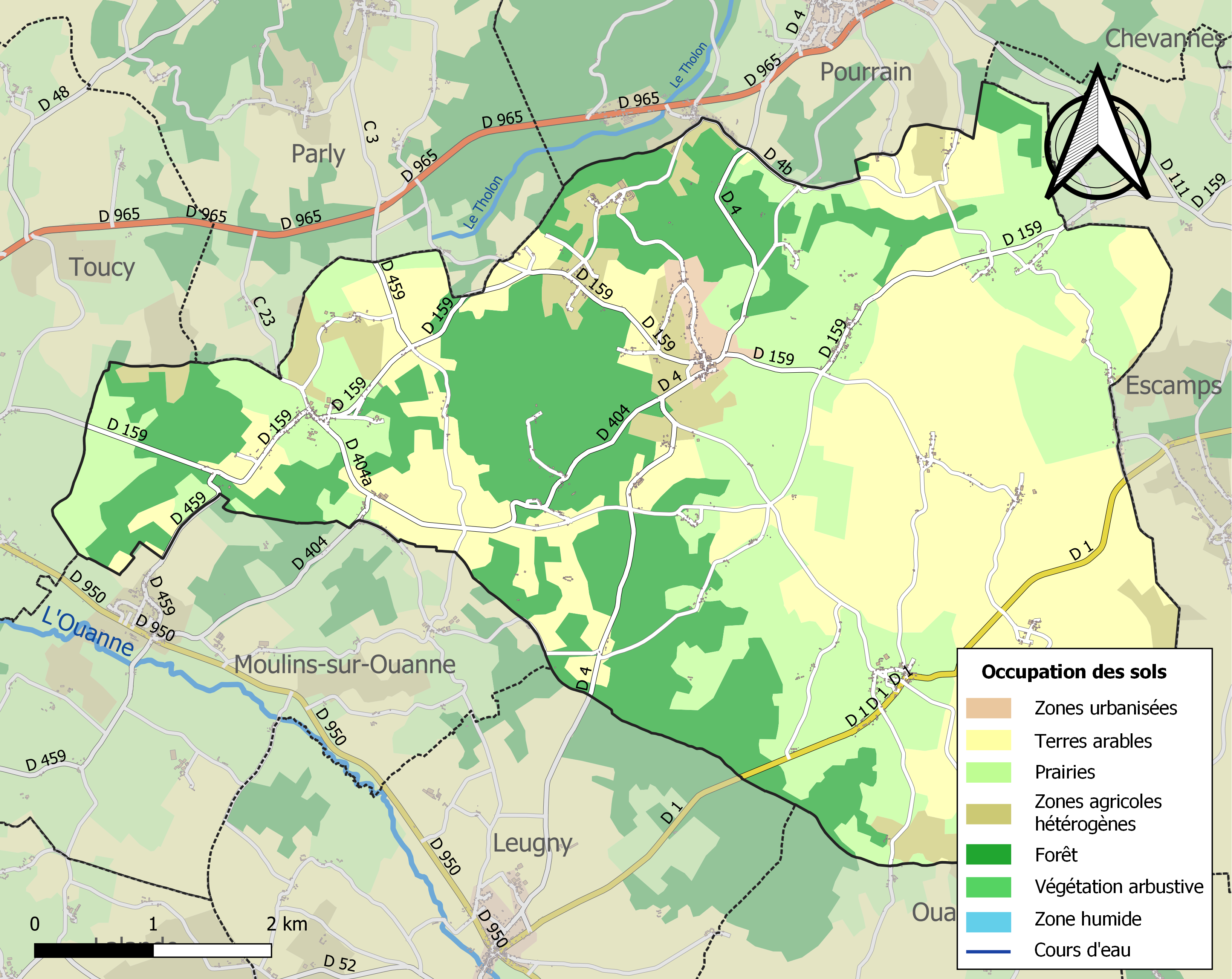
Carte des infrastructures et de l'occupation des sols de la commune en 2018 (CLC).

## Commerces, vie locale
Plusieurs associations animent la commune : club de tennis, VTT Diges-Puisaye, football-club Diges-Pourrain, etc. Une petite bibliothèque est ouverte un jour par semaine.
La foire à la châtaigne de Diges, de bonne renommée, se déroule en octobre depuis 1981.

## Histoire

### Haut Moyen Âge
Au haut Moyen Âge Diges est une villa, c'est-à-dire un domaine foncier avec une population avec une taille intermédiaire entre un hameau et un village.
La bataille de Fontenoy-en-Puisaye eut lieu le 25 juin 841 à 15 km de Diges, à Fontenoy. Elle opposa les petits-fils de Charlemagne, Lothaire Ier (avec son neveu Pépin II d'Aquitaine) à Charles le Chauve et Louis le Germanique.
Charles le Chauve prit la couronne de France le 6 juin 848. Très croyant, il avait une dévotion particulière pour saint Germain. Il fit élever son fils Lothaire le Boiteux (v.848-†866) au monastère Saint-Germain d'Auxerre ; Lothaire en devint l'abbé vers 880 et il témoigna sa sollicitude envers l’abbaye en lui faisant don de nombreuses terres. C’est ainsi que des domaines à Nolay (situé près de Noyers), Sauilly (à l'ouest de Diges), puis Volvent (sud-est de Diges), Arque-Neuf (est-sud-est de Diges), et Bernay (actuellement nommé Sous-Saint-Germain, au nord-est de Diges) devinrent la propriété de l’abbaye Saint-Germain.
Durant son épiscopat (971-995), Héribert évêque d’Auxerre et demi-frère du roi et du duc de Bourgogne, fit don vers 990 à l’abbaye Saint-Germain de onze églises de son diocèse, dont « Saint-Martin de Diges ». C’est la première fois que le nom du village apparaît dans un texte. Ainsi, les trois terres de Sauilly, Arque-Neuf et Bernet furent réunies en une seule paroisse et formèrent la seigneurie de Diges. Les vestiges de cette église ont disparu.
De tradition orale, un premier château aurait été construit à la fin du Xe siècle par l’évêque Héribert demi-frère d'Hugues Capet.
Terre rattachée à l’abbaye de Saint-Germain l'Auxerrois, il lui a été accordé des privilèges spéciaux : les fors (juridictions), constitués par Lettres de peuplement, par lesquels la terre recevait un statut différent du régime féodal classique et devait hommage directement à la monarchie.
Au début du XIIe siècle, Gervais, abbé de Saint-Germain, prit des mesures pour protéger les biens de l'abbaye contre le pillage. Il fit alors entourer de murailles le village de Diges et bâtit une forteresse à l’intérieur. Un peu plus tard, par un acte signé en 1161, Guillaume IV, comte d’Auxerre, « quitta (céda) aux moines le droit de gîte qu’il avait dans le bourg et la forteresse de Diges ». Le monastère se développa et son influence dépassa même les limites régionales.
Guillaume III comte d'Auxerre (1147-1161), en guerre contre Narjot II de Toucy, Gibaud de Saint-Vérain et Guillaume de Dampierre, doit mettre une garnison dans la forteresse de Diges et y prendre des vivres à crédit. En 1161 Guillaume IV († 1168) et son père, comtes d'Auxerre associés, déclarent qu'Ardouin abbé de abbaye Saint-Germain a tous les droits de justice sur Diges (et sur Ecan), et qu'eux-mêmes n'ont pu y prendre des vivres à crédit sans le consentement de l'abbé.

Plus tard la même année, après le décès de Guillaume III, Guillaume IV renonce à son droit de gîte dans le bourg et la forteresse de Diges.
En 1174, Humbaud, abbé de Saint-Germain, mit la terre de Diges sous la protection de Pierre de Courtenay, petit-fils de Louis le Gros.

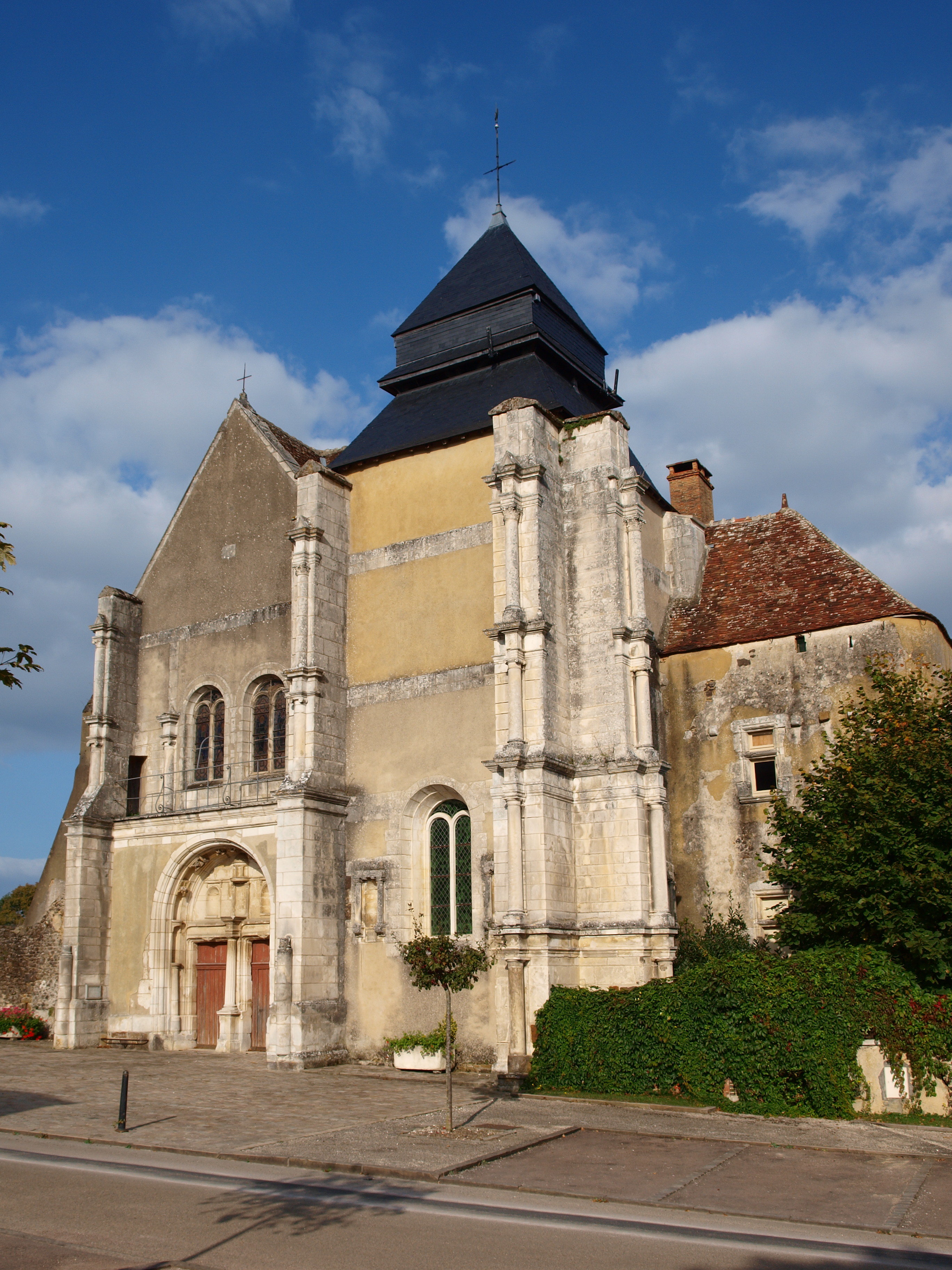
L'église de Diges et le logis abbatial à droite.

En 1218, Robert Ier de Courtenay-Champignelles, agissant pour le compte de son frère Pierre II de Courtenay, déclare effectivement que ni lui ni son frère n'ont de droit sur la personne d'un certain Hervé Cellerier de Diges. Le village est toujours annexé au doyenné de l’abbaye de Saint-Germain.
La forteresse fut prise par les Anglais (Bertrand Boetard et Thomas Cybale) et pillée pendant la guerre de Cent Ans.

### Temps modernes
Sous François Ier, le château de Diges est restauré en 1576 par l’abbé François de Beaucaire.
Les terres sont louées et le locataire est requis d'entretenir les officiers et soldats de la garnison ainsi que le bailli dont on voit la demeure derrière le porche face à l'église. Ce dernier administre les biens et rend la justice. On voit toujours la tour de justice, à laquelle il manque le toit.
En 1592, la place forte de Diges tombe aux mains du seigneur de Tannerre.

### Époque contemporaine
Le 30 juin 1792 a lieu la vente des biens ecclésiastiques dépendant de l’abbaye Saint-Germain à Diges, dont le château fort. L’acquéreur le transforme en ferme, puis le château reste inoccupé pendant plusieurs décennies.
Le château de Diges a été inscrit à l’inventaire supplémentaire des monuments historiques en 1931, mais il a subi les outrages du temps. Ce statut, protégeant ses abords, a toutefois préservé le cachet du village.
Lors de la Seconde Guerre mondiale, une mine détruit une tour qui n'a jamais été reconstruite depuis. Le monument aux morts a été construit sur son emplacement.
Depuis son rachat en 1963, plusieurs restaurations ont été menées et il reste le témoin majestueux de l’histoire de Diges.
Des souterrains ont relié pendant des siècles Diges à l'abbaye d'Arque-Neuf (aujourd'hui détruite). Pendant certaines chutes de neige, on voit encore un puits d'accès bouché au pied du grand arbre sur la place de la mairie. Les accès ont été bouchés après la dernière guerre car les enfants jouaient dedans, ce qui présentait un risque certain.
Diges a été de 1886 à 1952 associée au chemin de fer, puisque sur son territoire on comptait deux gares : Diges-Pourrain et Sauilly. Ces stations étaient situées sur la ligne Auxerre - Gien.
L’histoire de Diges a aussi été marquée par Marie Noël. Cette poétesse auxerroise y passa ses vacances d’été de 1928 à 1956, ainsi que des petits séjours. Elle aimait Diges, profondément, fidèlement, et sa dernière visite, en 1967, date de quelques mois avant sa mort. Elle est toujours restée très attachée à ce village, auquel elle a offert l’horloge qui se trouve toujours sur le fronton de la mairie. La place nommée en son honneur en 1967, a été renommée en janvier 2007 « place Saint-Germain-d'Auxerre », bien que les cartes routières d'Internet mentionnent toujours son ancien nom.
Pour la petite histoire, le 24 septembre 1954 deux habitants ont affirmé avoir vu un OVNI et son pilote aux environs de Diges (près des Cognats). L'armée et la gendarmerie ont bouclé l'endroit et ont procédé à des recherches poussées (référence les journaux le Quotidien de la Haute-Loire et l'Yonne républicaine). Des spécialistes de l'aéronautique optent pour des essais secrets des premiers hélicoptères.
En 1960, la vie du village a été bouleversée par le tournage des Mauvais Coups de François Leterrier. Beaucoup d'habitants ont joué dans ce film aux côtés de Simone Signoret. Ils en gardent un souvenir ému.

## Politique et administration

### Liste des maires
| Période | Période | Identité             | Étiquette | Qualité |
| ------- | ------- | -------------------- | --------- | ------- |
| 1989    | 1995    | M. Gaston DELESSE    |           |         |
| 2014    | 2020    | Jean-Luc Vandaele    |           |         |
| 2008    | 2014    | Élisabeth Travaillée |           |         |

### Plan local d'urbanisme
Un plan local d'urbanisme intercommunal (PLUi) est en vigueur depuis 2014. En 2019 un rapport d'évaluation de son impact est publié pour la communauté de communes Cœur de Puisaye.

## Démographie
L'évolution du nombre d'habitants est connue à travers les recensements de la population effectués dans la commune depuis 1793. Pour les communes de moins de 10 000 habitants, une enquête de recensement portant sur toute la population est réalisée tous les cinq ans, les populations de référence des années intermédiaires étant quant à elles estimées par interpolation ou extrapolation. Pour la commune, le premier recensement exhaustif entrant dans le cadre du nouveau dispositif a été réalisé en 2005.

En 2022, la commune comptait 1 059 habitants, en évolution de −7,35 % par rapport à 2016 (Yonne : −1,95 %, France hors Mayotte : +2,11 %).
| 1793  | 1800  | 1806  | 1821  | 1831  | 1836  | 1841  | 1846  | 1851  |
| ----- | ----- | ----- | ----- | ----- | ----- | ----- | ----- | ----- |
| 1 322 | 1 306 | 1 380 | 1 421 | 1 558 | 1 495 | 1 588 | 1 700 | 1 723 |

| 1856  | 1861  | 1866  | 1872  | 1876  | 1881  | 1886  | 1891  | 1896  |
| ----- | ----- | ----- | ----- | ----- | ----- | ----- | ----- | ----- |
| 1 661 | 1 599 | 1 601 | 1 651 | 1 704 | 1 778 | 1 720 | 1 640 | 1 524 |

| 1901  | 1906  | 1911  | 1921  | 1926  | 1931  | 1936  | 1946  | 1954 |
| ----- | ----- | ----- | ----- | ----- | ----- | ----- | ----- | ---- |
| 1 529 | 1 447 | 1 368 | 1 249 | 1 298 | 1 261 | 1 154 | 1 059 | 959  |

| 1962 | 1968 | 1975 | 1982 | 1990 | 1999  | 2005  | 2006  | 2010  |
| ---- | ---- | ---- | ---- | ---- | ----- | ----- | ----- | ----- |
| 885  | 823  | 699  | 825  | 956  | 1 066 | 1 130 | 1 122 | 1 151 |

| 2015  | 2020  | 2022  | - | - | - | - | - | - |
| ----- | ----- | ----- | - | - | - | - | - | - |
| 1 148 | 1 083 | 1 059 | - | - | - | - | - | - |

## Lieux et monuments
- Place forte, XIIe - XVIe siècle s.
- Église Saint-Martin.
- Maison du bailli.
- Maison de Marie Noël.
- Abbaye de Diges.

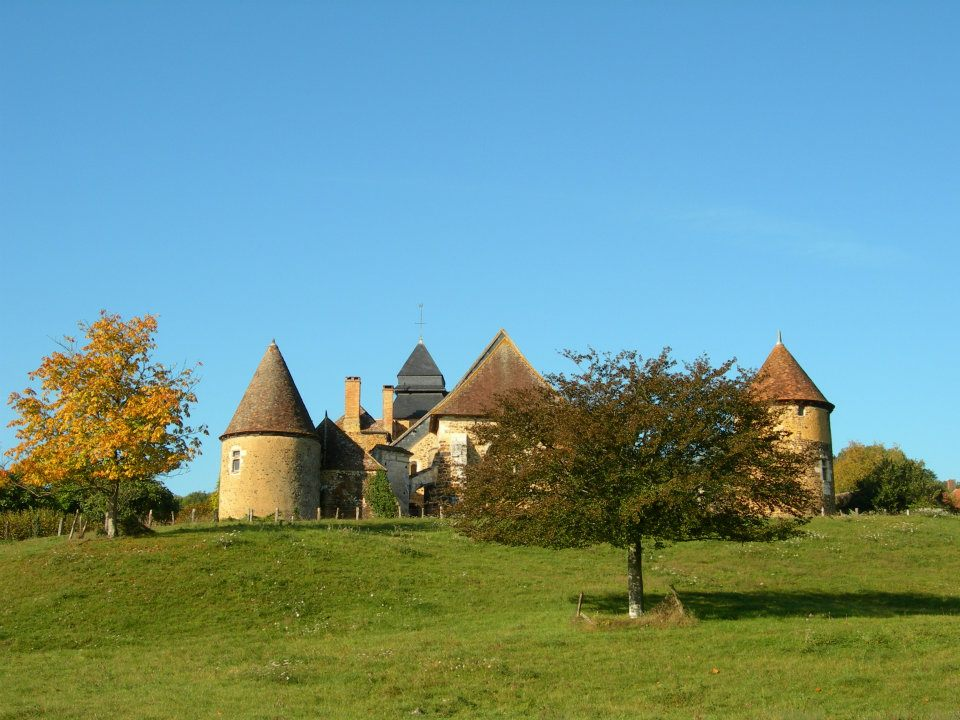
L'église fortifiée vue de l'est.

L'ancienne ocrerie de Sauilly est un des derniers vestiges de l'activité ocrière de l'Auxerrois. Créée dans le deuxième quart du XIXe siècle, elle est restée en activité jusqu'en 1961.

### Dans les environs
- Toucy, ses vieilles ruelles, son marché du samedi, ses animations
- Le train touristique de Puisaye-Forterre (accès à Toucy, terminaux à Villiers-Saint-Benoit et Moutiers
- Musée d'art et d'histoire de Puisaye, Villiers-Saint-Benoît (17 km)
- Auxerre, ville d'histoire
- Guédelon (31 km)
- Lac du Bourdon (35 km)
- Boutissaint, parc de vision animalier de 400 ha (34 km)

## Personnalités liées à la commune
- Marie Noël.
- Ricardo Diges, chanteur du groupe CardiaC

## Environnement
La commune inclut une ZNIEFF :
ZNIEFF des forêts et tourbières des Choubis et des Vernes. Cette ZNIEFF de 170 ha s'étend sur les communes de Diges (~11 ha), Parly (~23 ha) et Pourrain, cette dernière en ayant la plus grande surface (les Choubis et les Vernes se trouvent sur son territoire). L'habitat déterminant est ici la forêt ; on y trouve aussi lagunes, landes, fruticées, pelouses, prairies, tourbières, marais, et, curieusement, des eaux stagnantes saumâtres et salées (d'après la fiche INPN de référence).
Un verger conservatoire de châtaigniers et pommiers a été créé en 2012.

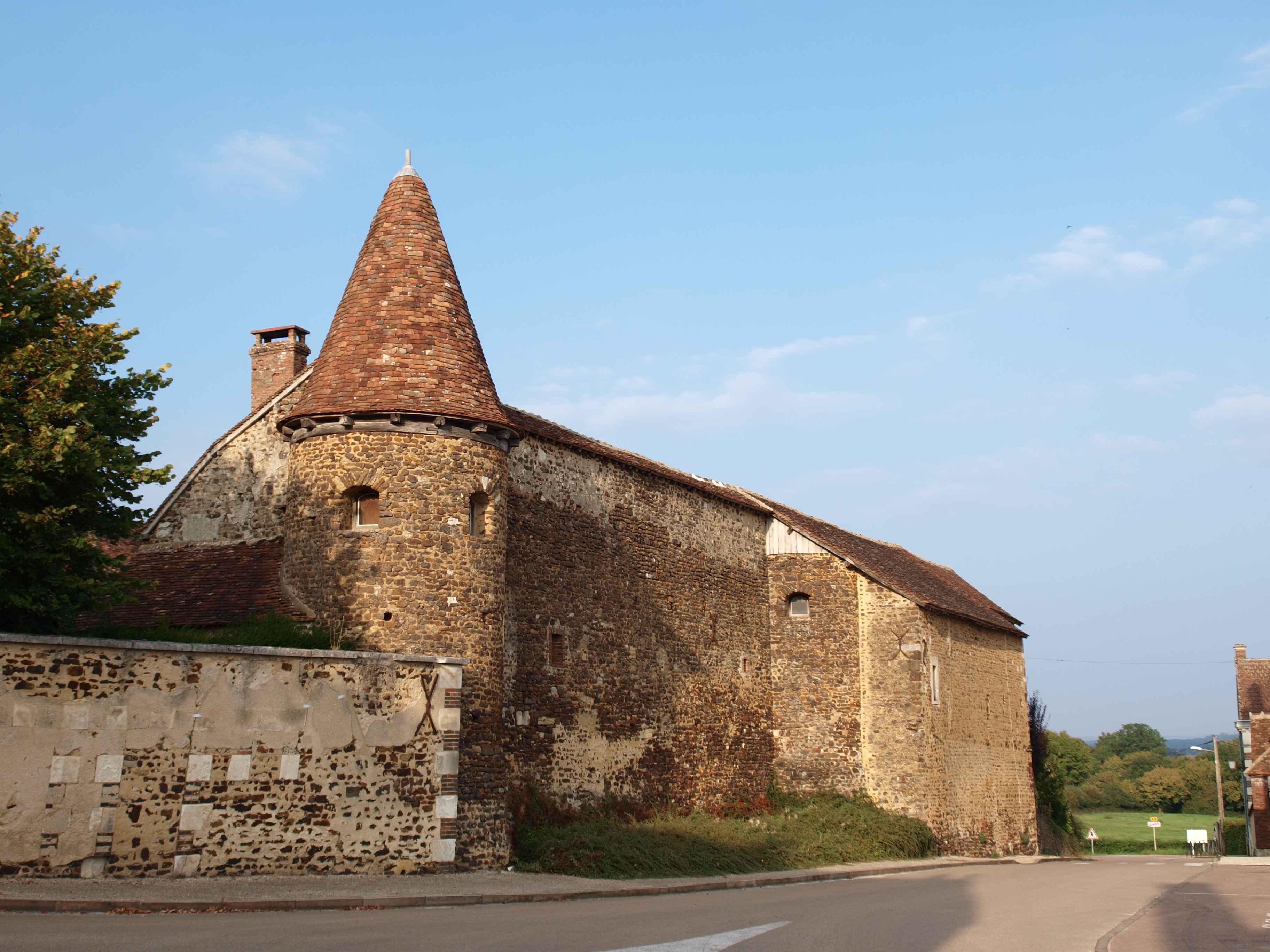
Les fortifications
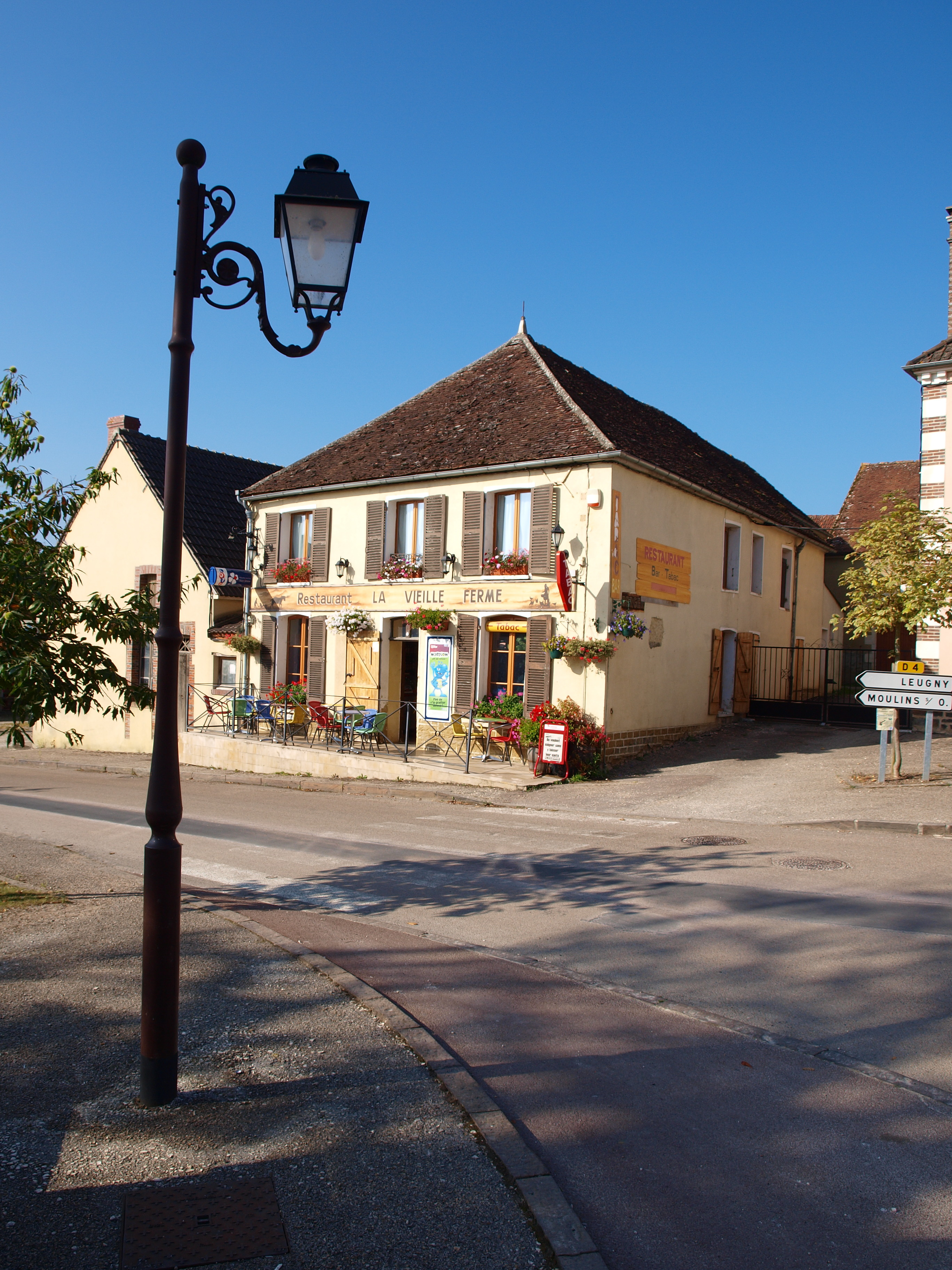
Le restaurant
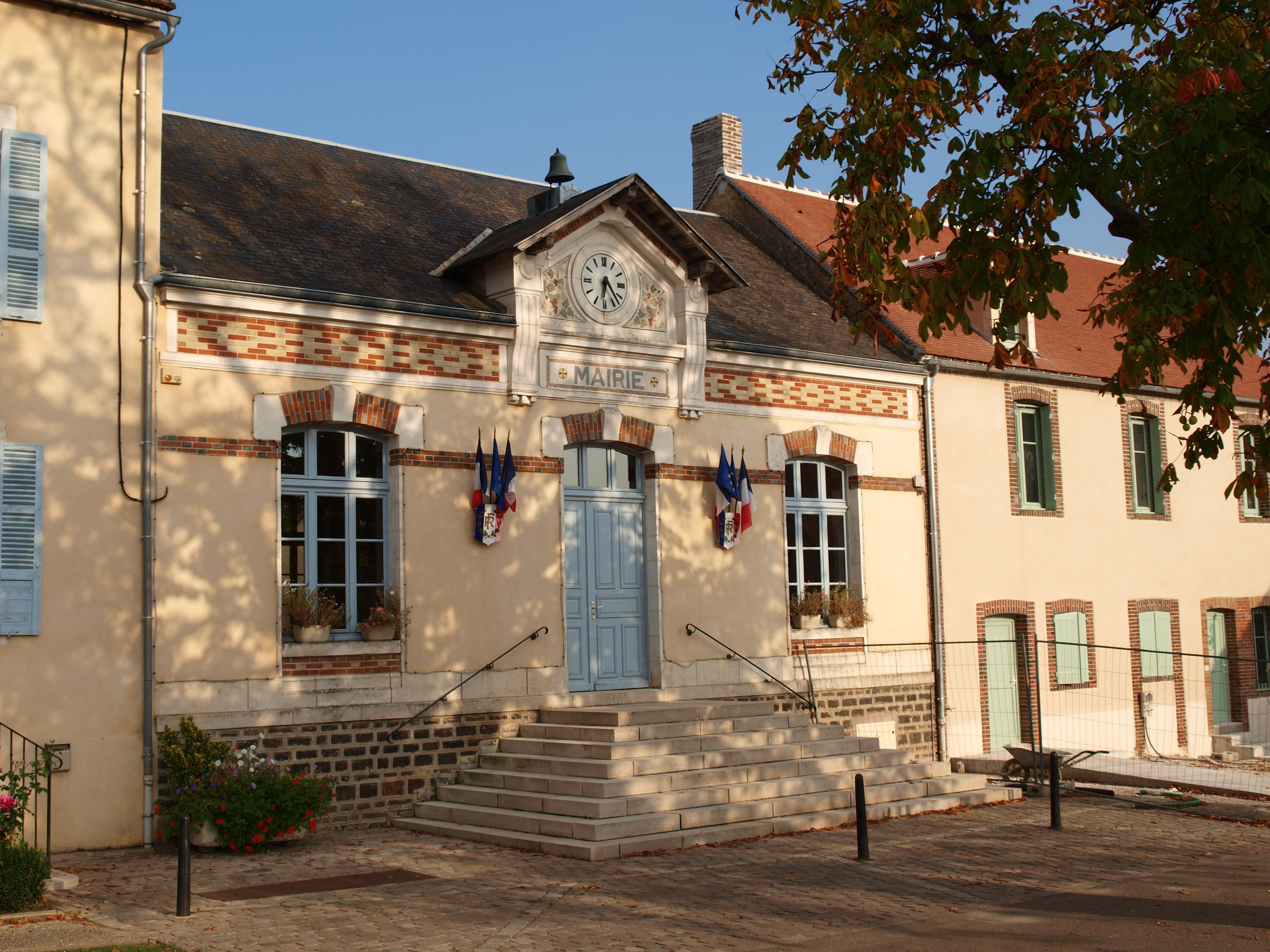
La mairie
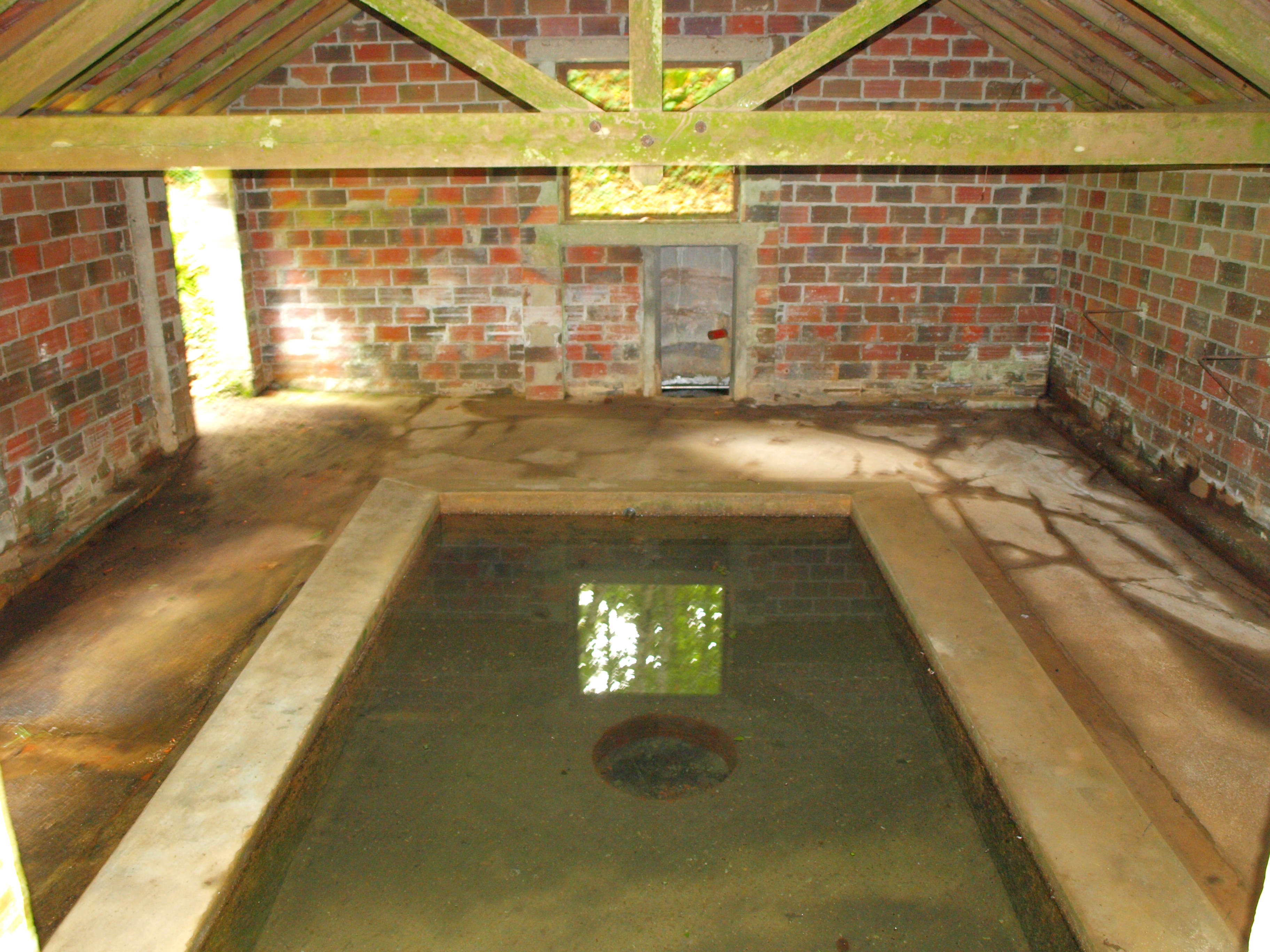
Lavoir de la fontaine Bécard

## Pour approfondir